# Near Earth Object Surveillance Satellite
A Near Earth Object Surveillance Satellite (magyarul: Földközeli objektum-figyelő műhold, rövidítve NEOSSat) tervezett kanadai mikroműhold, melynek feladata a Föld pályáján belül keringő földközeli objektumok felfedezése és pályájuk meghatározása. Az ilyen égitesteket a hagyományos égboltfelmérési programokkal nem lehet megfelelő biztonsággal felfedezni, mert a nappali égen nem látszanak, műholdak fedélzetéről viszont felfedezhetőek. A műhold elődjéhez, a sikeres MOST-hoz hasonló méretű és kialakítású, fő műszere egy 15 centiméter átmérőjű, f/5,88 nyílású Makszutov-távcső, mely 100 másodpercenként készít egy képet.

## Külső hivatkozások
- A NEOSSat honlapja